# Péseux
Péseux ist eine französische Gemeinde mit 136 Einwohnern (Stand: 1. Januar 2022) im Département Doubs in der Region Bourgogne-Franche-Comté.

## Geographie
Péseux liegt auf 658 m, zehn Kilometer südwestlich von Pont-de-Roide-Vermondans und etwa 23 Kilometer südsüdwestlich der Stadt Montbéliard (Luftlinie). Das Dorf erstreckt sich im Jura, auf einer Geländeterrasse hoch über dem Tal der Barbèche, am Nordabhang des Mont Chevrier. Das Gemeindegebiet gehört zum Regionalen Naturpark Doubs-Horloger.
Die Fläche des 6,63 km² großen Gemeindegebiets umfasst einen Abschnitt des französischen Juras. Die nördliche Grenze verläuft im Bereich des tief eingeschnittenen Tals der Barbèche, eines linken Zuflusses des Doubs. Von hier erstreckt sich das Gemeindeareal südwärts über einen Steilhang, der durch mehrere kurze Erosionstäler zergliedert ist, und die Terrasse von Péseux bis auf die angrenzenden Höhen. Mit 804 m wird auf dem Mont Chevrier die höchste Erhebung von Péseux erreicht.
Zu Péseux gehören der Weiler Le Champ-du-Moulin (449 m) im Tal der Barbèche und einige Einzelhöfe. Nachbargemeinden von Péseux sind Valonne und Solemont im Norden, Les Terres-de-Chaux im Osten, Froidevaux im Süden sowie Rosières-sur-Barbèche im Westen.

## Geschichte
Das Gemeindegebiet von Péseux war schon sehr früh besiedelt, was anhand von Ausgrabungen auf dem Camp Romain belegt werden konnte. Die Fundstücke befinden sich heute im Musée des Beaux-Arts et d’Archéologie in Besançon. Im Mittelalter gehörte Péseux zum Herrschaftsgebiet von Châtillon-sous-Maîche. Zusammen mit der Franche-Comté gelangte das Dorf mit dem Frieden von Nimwegen 1678 an Frankreich.

## Sehenswürdigkeiten

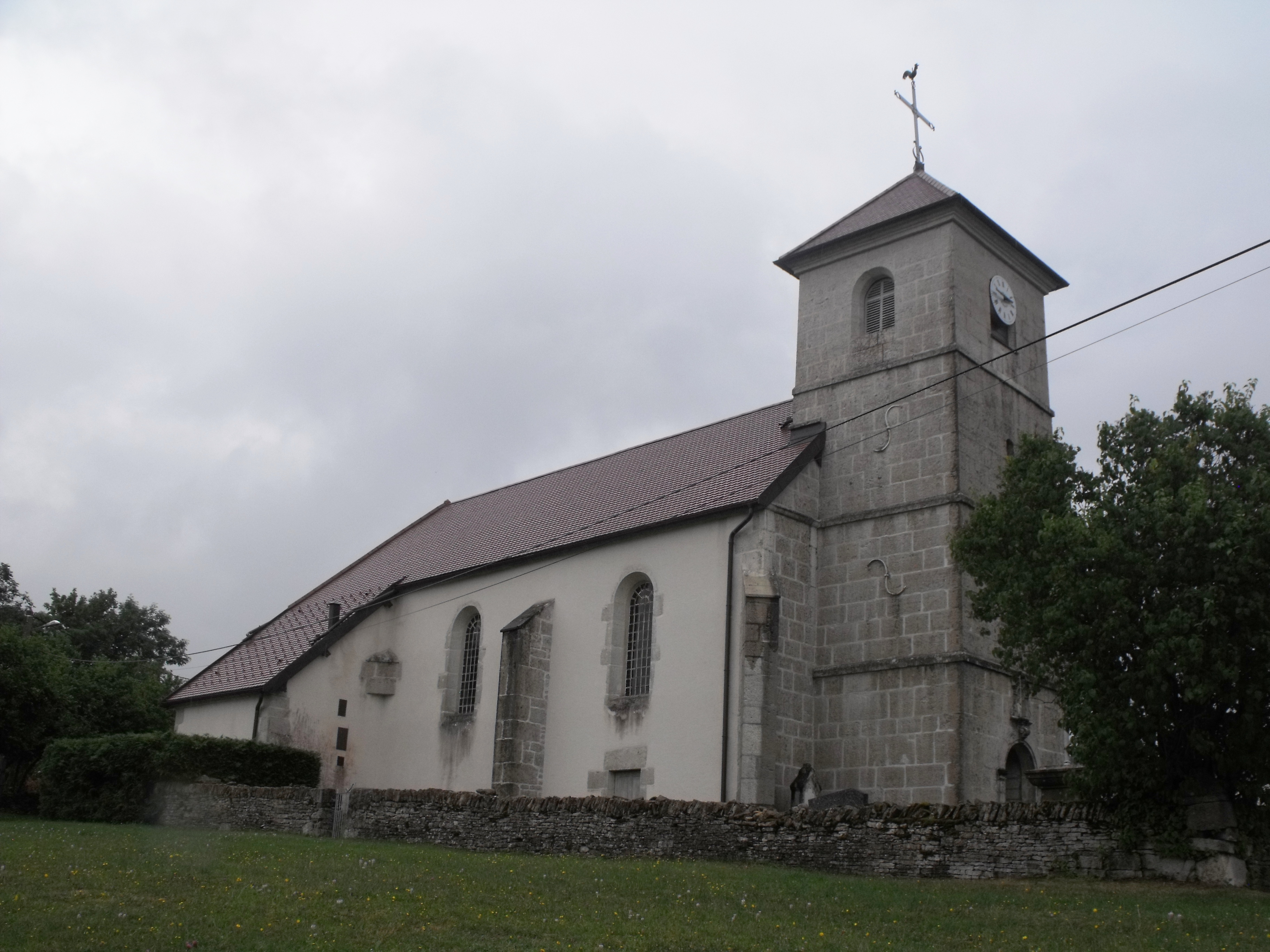
Kirche Saint-Gratien

Die Dorfkirche Saint-Gratien in Péseux wurde im Jahr 1745 eingeweiht. Von 1870 stammt die auf freiem Feld westlich des Dorfes stehende Kapelle Saint-Grat.

## Bevölkerung
| Jahr                       | 1962 | 1968 | 1975 | 1982 | 1990 | 1999 | 2016 |
| Einwohner                  | 99   | 93   | 94   | 91   | 101  | 95   | 120  |
| Quellen: Cassini und INSEE |      |      |      |      |      |      |      |

Mit 136 Einwohnern (Stand 1. Januar 2022) gehört Péseux zu den kleinsten Gemeinden des Départements Doubs. Nachdem die Einwohnerzahl in der ersten Hälfte des 20. Jahrhunderts deutlich abgenommen hatte (1881 wurden noch 193 Personen gezählt), wurden seit Beginn der 1960er Jahre nur noch geringe Schwankungen verzeichnet.

## Wirtschaft und Infrastruktur
Péseux war bis weit ins 20. Jahrhundert hinein ein vorwiegend durch die Landwirtschaft (Ackerbau, Milchwirtschaft und Viehzucht) geprägtes Dorf. Außerhalb des primären Sektors gibt es nur wenige Arbeitsplätze im lokalen Kleingewerbe. Einige Erwerbstätige sind auch Wegpendler, die in den umliegenden größeren Ortschaften ihrer Arbeit nachgehen.
Die Ortschaft liegt abseits der größeren Durchgangsstraßen. Die Hauptzufahrt erfolgt von der Departementsstraße, die von Noirefontaine durch das Tal der Barbèche nach Sancey-le-Grand führt. Weitere Straßenverbindungen bestehen mit Provenchère, Froidevaux und Rosières-sur-Barbèche.